# 美能達Spectra Pro
美樂達Spectra Pro是一台由日本照相器材制造商美能达与美國影像公司寶麗來，联合开发的一款拍立得相機，于1990年向市場发布，使用Spectra System的底片系统。
這部相機是以寶麗來Spectra系列拍立得相機為基礎，由美能达發出代工的訂單版本，因此另起名做Minolta Spectra Pro，也稱作Instant Pro。

## 概述
寶麗來在1986年新的Spectra系統，數年後1990年美樂達也經由寶麗來的代工，推出Spectra Pro的拍立得相機，可調式的手動對焦、曝光時間設定、內建閃燈、自訂連拍和多重曝光，是寶麗來原廠各機型當中，所沒有的特色機種。